# محمد أحمد لدهيانوي
محمد أحمد لدهيانوي (بالأردية: محمد اَحْمَد لدھیانوی) هو عالم مسلم سني باكستاني وزعيم منظمة جيش الصحابة، وهي جماعة محظورة في باكستان. أصبح لدهيانوي زعيمًا لجيش الصحابة بعد اغتيال الزعيم السابق علي شير حيدري في كمين في عام 2009. لدهيانوي أيضًا الأمين العام المساعد لمجلس دفاع باكستان.
لوديانفي مدرج في قائمة الهيئة التشريعية الباكستانية للأشخاص الذين يشتبه في أن لهم صلات بالإرهاب، ومع ذلك يعتبره المسؤوليو الحكومييون قائدًا معتدلًا للجماعة  صرح لدهيانوي بأنه يدعم الوئام الطائفي طالما أنه لا يعيق هدف جماعته بجعل باكستان دولة إسلامية سنية وإعلان أن المسلمين الشيعة أقلية، مثل الأحمدية في باكستان.